# The Darkening Trail
Pour plus de détails, voir Fiche technique et Distribution.
The Darkening Trail est un film muet américain réalisé par William S. Hart et sorti en 1915.

## Synopsis
La tenancière de saloon Ruby McGraw a refusé plusieurs fois d'épouser Yukon Ed malgré les demandes réitérées de ce dernier. Elle tombe amoureuse d'un personnage peu recommandable, Jack Sturgess, qui a séduit et abandonné une jeune fille dans l'Est avant de se réfugier en Alaska. Peu après leur mariage, Jack recommence à voir d'autres femmes et à boire. Un soir que Ruby le retrouve soûl dans la neige, elle attrape une pneumonie. Jack fait semblant d'aller chercher un médecin. Lorsqu'Ed la trouve très malade, il va lui-même chercher un docteur, mais ils arrivent trop tard. Ed retrouve Jack et l'envoie sur la "piste sombre"...

## Fiche technique
- Titre : The Darkening Trail
- Réalisation : William S. Hart
- Scénario : C. Gardner Sullivan, d'après sa nouvelle
- Production : Thomas H. Ince
- Société de production : New York Motion Picture Company
- Société de distribution : Mutual Film
- Pays d'origine :  États-Unis
- Langue originale : anglais
- Format : noir et blanc — 35 mm — 1,37:1 — Film muet
- Genre : Film dramatique
- Durée : 54 minutes
- Dates de sortie :
  -  États-Unis : 31 mai 1915
- Licence : Domaine public

## Distribution
- William S. Hart : Yukon Ed
- Enid Markey : Ruby McGraw
- George Fisher : Jack Sturgess
- Nona Thomas : Ruth Wells
- Milton Ross : John Wells
- Louise Glaum : Fanny
- Roy Laidlaw : M. Sturgess Sr.
- Harvey Clark
- Aggie Herring